# Lunca, Bihor
Lunca là một xã thuộc hạt Bihor, România. Dân số thời điểm năm 2002 là 3140 người.